# 广东省历史文化名城
广东省历史文化名城由广东省政府公布，已公布名城16个。其中惠州市已升格为中国历史文化名城，现有省级历史文化名城15座。
- 第一批：1991年公布，共7座
  - 惠州（已升格为中国历史文化名城）
  - 东莞
  - 揭阳
  - 海丰
  - 罗定
  - 平海（惠东县）
  - 佗城（龙川县）
- 第二批：1996年公布，共9座
  - 韶关
  - 新会（江门市）
  - 高州
  - 连州
  - 英德
  - 德庆
  - 棉湖（揭西县）
  - 碣石（陆丰市）[1]
  - 南雄